# Bengt Bogestad
Bengt Olof Erik Bogestad, född 22 juli 1921 i Göteborg, död 19 januari 1991 i Ulricehamn, var en svensk bibliotekarie, redaktör, gallerist och kulturpersonlighet.

## Biografi
Bogestad föddes 1921 och växte upp på Teatergatan i Göteborg. I tjugoårsåldern gav han ut de tre tidskrifterna Vimpel och vind: ungdomstidskrift för vandring-tradition-kultur (1941-1943), Stil: tidskrift för ung kultur (1944) och Presens: ungdomens kulturtidskrift (1945-1947). Den första tidskriften var kopplad till hans engagemang som sekreterare i Riksföreningen Sveriges vandrarlag (SVL) som startade 1939 som en ungdomsorganisation vars syfte var att inspirera unga människor att komma ut och upptäcka naturen, och samtidigt sprida kunskap om svensk kultur och historia.
Tidningen Presens var en kulturtidskrift där bland andra bröderna Bengt och Rolf Anderberg, Moses Pergament, Alexander Weiss, Solveig Johs och Anders Ångström medverkade. Efter sin tid som redaktör och ansvarig utgivare av Presens blev han 1948 Fria gruppens första ordförande, vilket var en Göteborgsbaserade, frihetlig socialistisk organisation som senare bytte namn till Frihetliga arbetsgruppen (FAG) och kopplades till syndikalistiska SAC. Tillsammans startade och drev gruppen 1949 Fria Galleriet på Magasinsgatan 22 i Göteborg, också kallat Galerie Libre. På detta sätt fick han 1953 kontakt med, och blev Sverigeagent för det internationella grafiksällskapet La Gravure som spred grafisk konst till självkostnadspriser. För denna verksamheten startade han året därpå Galerie Bogestad på Lilla Kyrkogatan 3 i Göteborg, där han ställde ut konstnärer och sålde grafik fram till 1958. Galleriet blev en samlingspunkt för Fria gruppen och SAC och kallades ibland för ett frihetligt kulturcentrum.
Bogestad var även med och startade Göteborgs första republikanska förening, vilket skedde i april 1955 på ABF i Folkets hus.
År 1961 skrev han tillsammans med Per Holm och Åke Olsson en sorts jubileumsskrift kallad Att känna sig mera fri, över Göteborgs lokala samorganisations (LS) 50-åriga verksamhet. Vid den här tiden arbetade han som bibliotekarie på Göteborgs universitetsbibliotek.